# 艾麗西婭·馮·里特貝格
艾麗西婭·馮·里特貝格（英語：Alicia Gräfin von Rittberg，1993年12月10日—），是一名德国演员。早期曾担任童星。近期以出演《怒火特攻隊》中的艾玛一角闻名。